# Mammillaria sphaerica
Mammillaria sphaerica ist eine Pflanzenart aus der Gattung Mammillaria in der Familie der Kakteengewächse (Cactaceae). Das Artepitheton sphaerica bedeutet ‚kugelrund‘.

## Beschreibung
Mammillaria sphaerica wächst häufig Gruppen bildend, die oft Polster bis zu 50 Zentimeter im Durchmesser ausmachen. Die kugeligen Triebe messen bis zu 5 Zentimeter im Durchmesser. Die konisch bis zylindrisch geformten, schlaffen Warzen führen keinen Milchsaft. Die Axillen sind leicht wollig. Ein gelblicher Mitteldorn ist vorhanden. Er ist gerade und ist 3 bis 6 Millimeter lang. Die 12 bis 14 Randdornen sind gerade, weißlich bis hellgelb und  6 bis 8 Millimeter lang.
Die leuchtend zitronengelbenBlüten weisen einen Durchmesser von 6 bis 7 Zentimeter auf. Die grünlich bis mehr oder weniger purpurfarbenen Früchte haben einen angenehmen Duft. Sie enthalten schwarze Samen.

## Verbreitung, Systematik und Gefährdung
Mammillaria sphaerica ist in den mexikanischen Bundesstaaten Coahuila, Nuevo León und Tamaulipas verbreitet.
Die Erstbeschreibung erfolgte 1853 durch Albert Gottfried Dietrich. Nomenklatorische Synonyme sind Cactus sphaericus (A.Dietr.) Kuntze (1891), Dolichothele sphaerica (A.Dietr.) Britton & Rose (1923), Neomammillaria sphaerica (A.Dietr.) Fosberg (1931) und Mammillaria longimamma var. sphaerica (A.Dietr.) L.D.Benson (1969).
In der Roten Liste gefährdeter Arten der IUCN wird die Art als „Least Concern (LC)“, d. h. als nicht gefährdet geführt.

## Nachweise